# 2886 Tinkaping
2886 Tinkaping este un asteroid din centura principală, descoperit pe 20 decembrie 1965 de Observatorul Zijinshan.